# Bình Đức (An Giang)
Bình Đức is een phường in de stad Long Xuyên, in de Vietnamese provincie An Giang. Bình Đức ligt aan de westelijke oever van de Hậu.